# Flatout
FlatOut är ett racingspel utvecklat av finska Bugbear Entertainment och utgivet av Empire Interactive, ursprungligen släppt 2004. Spelet använder spelmotorn Diesel engine, och nyttjar också ragdollfysik vid krascher då föraren slungas ut genom vindrutan.

## Gameplay
Spelaren deltar i en typ av folkrace i flera olika miljöer. I karriärläget finns det 36 banor uppdelade på tre cuper, Bronze, Silver och Gold, samt ett antal bonusspel som exempelvis längdhopp och höjdhopp. 16 bilar i olika utföranden med tillhörande uppgraderingar finns att köpa. Pengar tjänas antingen genom bra placeringar och resultat i de ordinarie loppen och bonusspelen, eller genom den förödelse man åstadkommer i de olika racen. Så fort man kör in i en skylt, ett staket eller annat objekt, fylls en mätare med Nitro upp. Detta gör att bilen får extra fart under en viss tid, när det sedan utnyttjas.